# Limenitis arctina
Limenitis arctina är en fjärilsart som beskrevs av Hans Fruhstorfer 1907. Limenitis arctina ingår i släktet Limenitis och familjen praktfjärilar. Inga underarter finns listade i Catalogue of Life.